# Аленич Олександр Андріанович
Олекса́ндр Андріа́нович Але́нич (7 квітня 1890, с. Кам'янське, Дніпропетровської області — 24 квітня 1923, Кам'янець-Подільський) — український фізик, астроном, дослідник метеоритів.

## Біографія

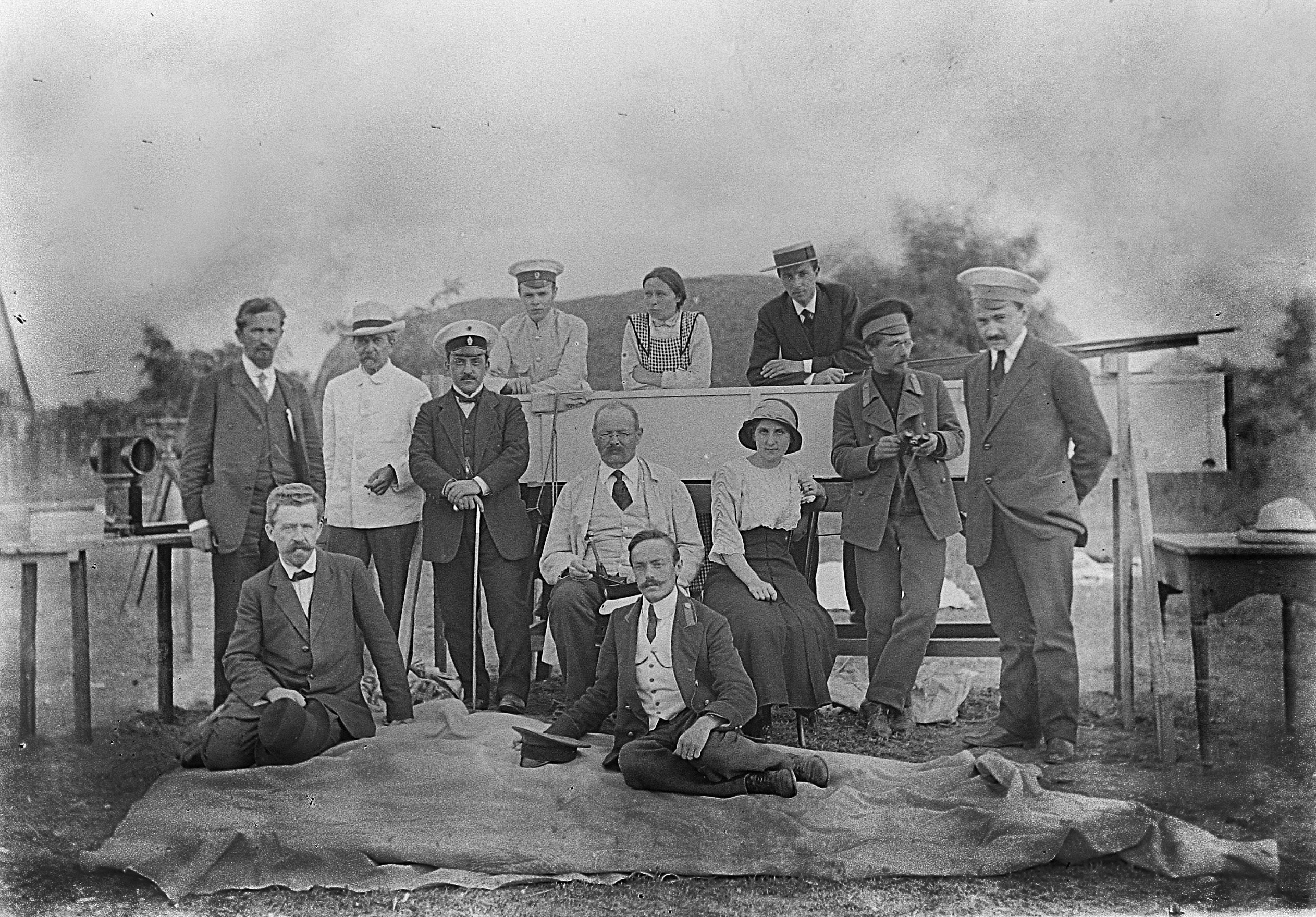
Олександр Аленич (сидить на землі внизу в центрі) серед спостерігачів повного сонячного затемнення в Генічеську в 1914 р.

1914 року, навчаючись у Московському університеті, брав участь в експедиції Харківської обсерваторії під керівництвом Людвіг Струве до Генічеська для спостереження повного сонячного затемнення. Після закінчення Московського університету вчителював, працював асистентом у Катеринославському гірничому інституті. У 1917 він організував в Катеринославі астрономічний гурток, який відвідував майбутній відомий астроном Борис Воронцов-Вельяминов.
У січні 1919 року перейшов на роботу в Кам'янець-Подільський державний український університет. Працював там асистентом кафедри фізики. З квітня 1919 року був там астрономом-наглядачем. З жовтня 1919 викладав на фізико-математичному факультеті описову астрономію, згодом — також тригонометрію та сферичну геометрію. 
З 1921 року працює в Кам'янець-Подільському інституті народної освіти, спочатку на посаді другого секретаря президії інституту, потім на посаді секретаря факультету професійної освіти.
У серпні 1922 року через хворобу звільнився з інституту. 24 квітня 1923 року помер.

## Основні праці
- Обитаема ли луна. — Москва, 1912.
- Про місяць. — Кам'янець-Подільський, 1920.
- Сферична геометрія. — Кам'янець-Подільський, 1920.
- Сферична тригонометрія. — Кам'янець-Подільський, 1920.
- Комети. — Кам'янець-Подільський, 1920.
- Визначення радіантів падучих зір // Записки Кам'янець-Подільського державного українського університету. — Т. 2. — Кам'янець-Подільський, 1920.
- Комети. — Харків, 1922.